# Catherine Guillouard
Catherine Guillouard, née le 23 janvier 1965 à Cannes, est une dirigeante d'entreprise française.
D'août 2017 à septembre 2022, elle est présidente-directrice générale de la Régie autonome des transports parisiens (RATP). L'ancien Premier Ministre Jean Castex lui succède.
En 2023, elle préside le conseil de surveillance d'Ingenico et est administratrice d'Airbus, d'Air Liquide et de Lottomatica.

## Formation
Après avoir fait ses études secondaires à Cannes et ski-étude (elle est titulaire du diplôme national de moniteur de ski), Catherine Guillouard obtient une licence de droit à l'université Nice Sophia Antipolis, suivie d'une maîtrise de sciences politiques à l'université Panthéon-Assas en 1986. Elle est également diplômée de l'Institut d'études politiques de Paris (section Service Public), ancienne élève de l'École nationale d'administration en 1993 (promotion (1991-1993) Léon-Gambetta) et titulaire d'un DESS de droit communautaire de l'université Panthéon-Sorbonne. Élève de l’ENA en stage à la préfecture de Seine-et-Marne, elle dut diriger les opérations de secours lors d'un accident ferroviaire, le 17 octobre 1991 en gare de Melun, à 6 h 28, avec 16 morts.

## Carrière
À la sortie de l'ENA en 1993, Catherine Guillouard entre, en tant qu' administratrice civile affectée au Ministère des Finances, à la direction générale du Trésor, d'abord au bureau Afrique zone franc, puis au bureau des Affaires monétaires et bancaires. Quatre ans plus tard, elle rejoint Air France où elle restera dix ans (1997-2007), exerçant des fonctions variées, de la finance aux ressources humaines, en passant par l'opérationnel et la conduite de projets de transformation.

### Air France (1997-2007)
Cheffe de projet senior (1997-1999), Catherine Guillouard organise et coordonne le projet d'ouverture du capital qui permet aux salariés d'Air France d'en détenir 11 %.
Directrice adjointe du contrôle de gestion (1999-2001), elle met en place un nouveau processus de boucle de gestion en instaurant une vision stratégique à cinq ans et un plan moyen terme à trois ans. Elle travaille en équipe à une refonte des outils de gestion, avec notamment la création d'un outil d'analyse du réseau aérien (ARA) qui en mesure la rentabilité.
En 2001, elle est nommée directrice déléguée aux opérations aériennes. Elle est responsable, auprès du directeur général adjoint, de la division Opérations aériennes qui inclut les 4 000 pilotes du Groupe et les 1 200 salariés composant le personnel au sol. À la même époque, elle préside le comité d’établissement des opérations aériennes où siège l’ensemble des organisations syndicales du personnel navigant technique et commercial de l’entreprise.
Elle devient numéro 2 — Déléguée générale — de la direction Ressources humaines et Changement en 2003 et pilote quatre directions : la formation, le recrutement, la politique RH du personnel au sol et le développement des ressources humaines. En parallèle, elle anime, pour le comité exécutif, le chantier « Amplifier le changement » qui forme avec « Les clients » et « Les alliances » les trois piliers du plan stratégique d’Air France dessiné par Jean-Cyril Spinetta.
Cette implication dans la stratégie la conduit à prendre la direction des Affaires financières d’Air France. En trois ans (2004-2007), elle renégocie notamment de nouvelles lignes de crédit bancaires pour 1,2 Md€, réussit la première opération d’obligations convertibles de 450 M€ pour le groupe Air France KLM et d’une obligation classique de 550 M€. Elle améliore également la politique de suivi des participations et optimise les processus de trésorerie.

### Eutelsat (2007-2013)
En 2007, elle rejoint Eutelsat comme directrice financière et membre du comité exécutif. Jusqu'en 2013, elle mène plusieurs actions notables : le refinancement de l'entreprise par vagues successives à hauteur de 3,4 Mds€, des acquisitions en Asie notamment et une révision du reporting interne. Elle assure également la mise en place d'une politique d'assurance satellitaire innovante.

### Rexel (2013-2017)
Directrice financière de Rexel de 2013 à 2017, Catherine Guillouard est nommée directrice générale déléguée en mai 2014.
Elle contribue activement à la définition et à l’exécution du plan stratégique, et notamment à la constitution du plan de transformation digitale. Elle conduit également une politique de croissance externe avec 14 opérations en trois ans (2013-2016), en Asie du Sud-Est, au Moyen Orient, aux États-Unis et en France. Parallèlement à ces acquisitions ciblées, elle gère la « sortie » de l’Amérique latine, de la Pologne, des Pays baltes et de la Slovaquie.
Elle conduit également plusieurs chantiers de transformations d’envergure, tels que la révision de la gouvernance du management des risques et de la mise en conformité, la mise en place d’un processus de clôture des comptes et la refonte de la direction des Affaires juridiques[réf. nécessaire]. Elle part, selon le Point, du fait d'une « divergence de vues sur la mise en œuvre de la nouvelle orientation stratégique ».

### Groupe RATP (2017-2022)
Le 2 août 2017, Catherine Guillouard succède à Élisabeth Borne à la présidence de la RATP. Le groupe qui pèse en 2017 5,45 Mds€ est un gros opérateur de transport public urbain, avec plus de 16 millions de voyageurs par jour dans 14 pays sur quatre continents et réalisant plus de 20 % de son chiffre d’affaires à l’international.
Le 8 décembre 2017, Catherine Guillouard présente au conseil d’administration ses orientations stratégiques. Ce plan opérationnel, conçu dans la continuité du plan d’entreprise d’Élisabeth Borne « Défis 2025 ». Cette ambition s’appuie sur quatre priorités : atteindre l’excellence opérationnelle, réussir l’ouverture à la concurrence, être le partenaire privilégié des villes intelligentes et durables et accroître le développement du groupe RATP à l’international.
Ces quatre priorités mises en œuvre dès janvier 2018 se traduisent par des objectifs concrets comme par exemple faire du service aux clients une exigence de tous les instants en développant de plus en plus de services personnalisés grâce à un plan de transformation digitale ambitieux (500 M€ sur cinq ans) ou être un acteur clé de la ville durable grâce à un programme de conversion des dépôts de bus à l’électrique et au gaz d’ici 2025 permettant d’avoir à terme une flotte de bus 100 % propres. Autres projets en cours : être exemplaire en matière de transition énergétique en réduisant de 20 % la consommation d’énergie du groupe et de 50 % les émissions de gaz à effet de serre d’ici 2025, faire de la RATP un champion de la mobilité multimodale en France et dans le monde par une politique de prises de participations dans des start-up et un doublement du chiffre d’affaires du groupe à l’international en cinq ans, créer de plus en plus de lieux de mixité sociale inédits en milieu urbain (réunissant maintenance ; logements sociaux, étudiants et privés ; crèches…) comme la RATP en a déjà fait la preuve dans le cadre de la conversion des centres bus de Lagny ou de Jourdan notamment.
En juillet 2018, le nom de Catherine Guillouard circule pour succéder à Jean-Marc Janaillac à la tête d'Air France-KLM après la démission de celui-ci, mais elle ne donne pas suite,.
Le 24 juillet 2019, le président Emmanuel Macron renouvelle le mandat de Catherine Guillouard en tant que PDG de la RATP pour une durée de cinq ans, par décret en conseil des ministres,.
À cette occasion, elle bénéficie d'une augmentation de 12,5 %, son salaire annuel (fixe et prime) passant de 400 000  à   450 000 euros. Elle justifie son augmentation de salaire par le fait que ses rémunérations seraient inférieures à celles du patron de Keolis, la filiale de transports en commun de la SNCF.
Le 16 décembre 2020, lors d'un débat sur European Mobility Expo, salon virtuel des transports publics, elle a demandé de la visibilité quant à l'ouverture à la concurrence relative à l'exploitation des lignes de bus à Paris et en banlieue, dans le ressort de la R.A.T.P. Comme près de 18 000 salariés sur 45 000 sont concernés par cette mesure devant entrer en vigueur le 1er janvier 2025 et entrainer un transfert de ces agents dans des filiales de la RATP ou chez des concurrents, elle indique qu'il est normal « qu’on puisse s’assurer que les gens soient transférés dans de bonnes conditions ».
Catherine Guillouard décide de mettre fin à ses fonctions de PDG de la RATP à compter du 30 septembre 2022, pour devenir « proche aidant », en s'occupant de ses parents,,.
Le 23 novembre 2022, l'ancien Premier ministre Jean Castex la remplace.

## Autres mandats
Catherine Guillouard est administratrice indépendante chez Airbus depuis 2016 et présidente du comité d'audit depuis 2019.
Elle a été auparavant administratrice indépendante de Technicolor de 2010 à 2013 , d'ADP de 2011 à 2013, et de KPN de 2020 à 2023,,.
De 2017 à 2020, elle est également vice-présidente du conseil de surveillance de Systra, qui est une filiale commune d’ingénierie du Groupe RATP et de la SNCF.
Depuis le 30 septembre 2022, elle préside le conseil de surveillance d’Ingenico, leader mondial des solutions de paiements et qui exerce ses activités dans 90 pays.
Depuis octobre 2022, elle est également membre du conseil de Lottomatica, société cotée à la bourse de Milan.
Enfin, elle a été nommée administrateur indépendant d’Air Liquide et présidente du comité d’audit en mai 2023.

## Distinctions
- Officière de l'ordre national du Mérite, par décret du 20 juin 2022[36].
- Chevalière de la Légion d'honneur, par décret du 13 juillet 2018[37].

## Famille
Fille unique, son père est directeur d'hôtel et sa mère agente de voyages.